# Vägatjärnen (Arvidsjaurs socken, Lappland)
Vägatjärnen är en sjö i Arvidsjaurs kommun i Lappland och ingår i Byskeälvens huvudavrinningsområde.